# Dekanatspfarrkirche Prutz

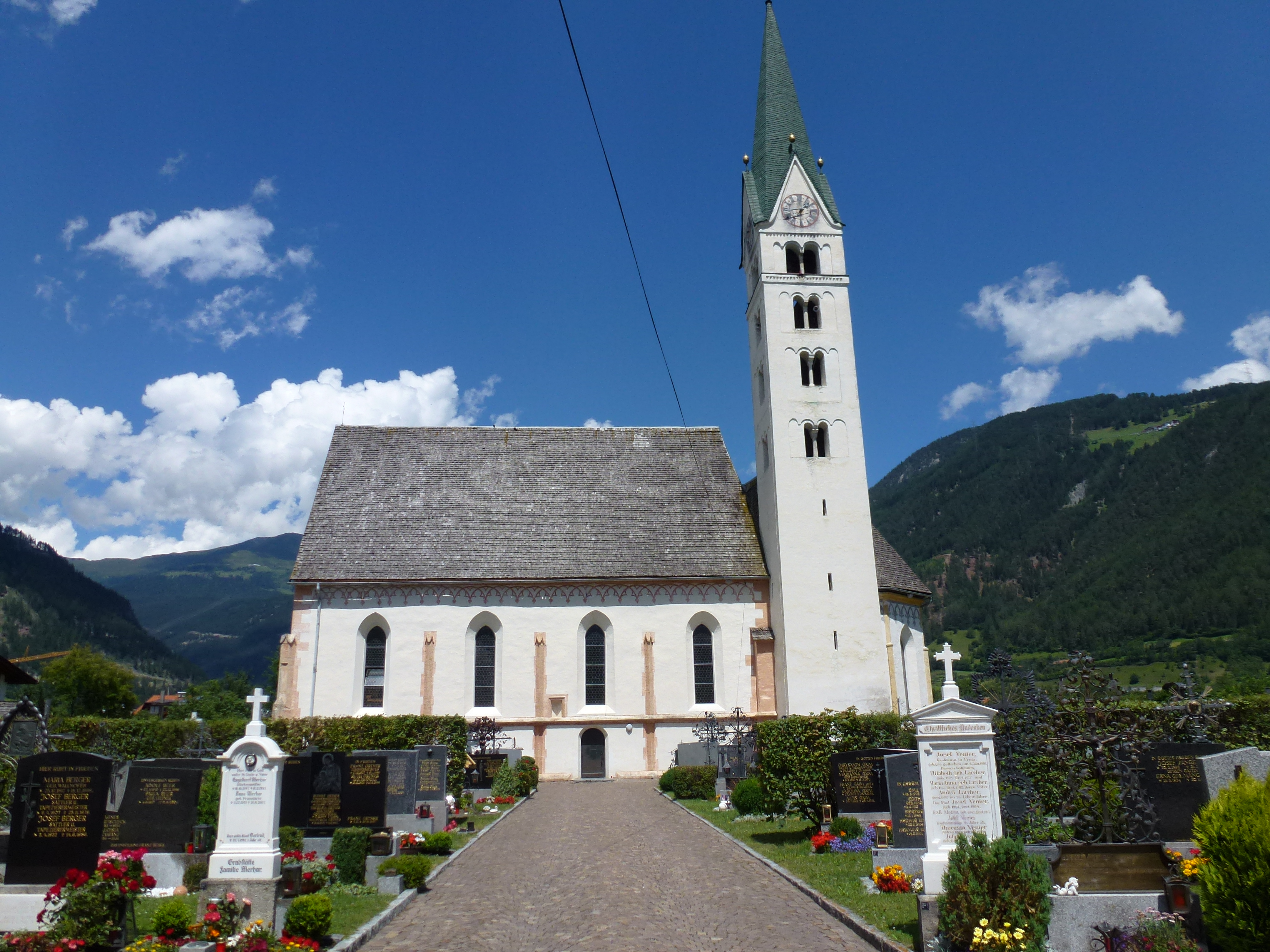
Pfarrkirche Prutz (2012)

Die römisch-katholische Dekanatspfarrkirche Prutz steht in der Gemeinde Prutz im Bezirk Landeck in Tirol. Die unter dem Fest Mariä Himmelfahrt stehende Kirche ist Sitz des Dekanats Prutz in der Diözese Innsbruck. Die Kirche steht unter Denkmalschutz (Listeneintrag).

## Geschichte
Die Pfarrkirche bestand wahrscheinlich bereits im 11. Jahrhundert. Ein Pfarrer wurde urkundlich 1220 genannt. Der Chor wurde am Ende des 15. Jahrhunderts umgebaut, das Langhaus im Jahre 1520. Zudem erfuhr die Kirche im 17. Jahrhundert eine Barockisierung. Eine Restaurierung erfolgte von 1972 bis 1976.

## Architektur
Der spätgotische Kirchenbau im Norden des Dorfes mit einem hohen romanischen Südturm ist von einem Friedhof mit zwei Kapellen und einem anschließenden Widum umgeben. An das einschiffige Langhaus schließt ein niedrigerer leicht eingezogener Chor an. Der Turm an der Chorsüdseite, wahrscheinlich aus dem 12. Jahrhundert, hat gekoppelte Rundbogenfenster in vier Geschoßen. Das oberste Geschoß ist durch ein Gesims mit Zahnschnittfries abgesetzt und trägt einen Giebelspitzhelm aus dem Jahr 1839. Der Anbau der Antoniuskapelle mit polygonaler Apsis und Dreiecklisenen erfolgte um 1676 an der Langhausnordwand. Der Sakristeianbau mit einem Oratorium ist aus dem Jahr 1975. Das Langhaus hat eine spätgotische Gliederung mit Dreiecklisenen mit Wimpergabschluss. Im Westen sind Eckstrebepfeiler mit profilierten Blendfeldern, nach oben verjüngt und abgeschrägt, mit Wimpergabschluss. Der umlaufende Gebäudesockel hat ein verkröpftes Kaffgesimse, welches beim Westportal rechtwinklig hochgezogen wurde. Beim Chor wurden die Dreiecklisenen bis zum Traufgesimse und Kaffgesimse hochgezogen. Ein eingemauertes Weihwasserbecken am südwestlichen Strebepfeiler wurde mit 1520 und einem Steinmetzzeichen bezeichnet.
Das vierjochige Langhausinnere unter einem Tonnengewölbe mit Stichkappen steht auf kräftigen Wandpfeilern mit verkröpftem Gebälk. Hinter dem spitzbogigen Triumphbogen befindet sich ein eingezogener, beinahe quadratischer, wahrscheinlich im Kern romanischer Chor mit 3/8-Schluss mit einem gotischen Gewölbe auf Konsolen und nachträglich entfernten Rippen. Die Stichkappengrate im Langhaus und im Chor wurden im 17. Jahrhundert durch Stuckbänder betont und damit barockisiert. Die nordseitig im dritten Langhausjoch eingebundene neue einjochige Antoniuskapelle mit dreiseitigem Schluss hat spitzbogige Stichkappen und Stuckrippen und zeigt im Gewölbe 1676.
Barocke Fresken an den Langhauswänden wurden mit 1637 bezeichnet. Es gibt Nischenfiguren der Apostel Bartholomäus, Simon, Thomas, Judas Thaddäus, Matthäus und Andreas, welche in den Sockeln Wappenschilde zeigen.

## Ausstattung

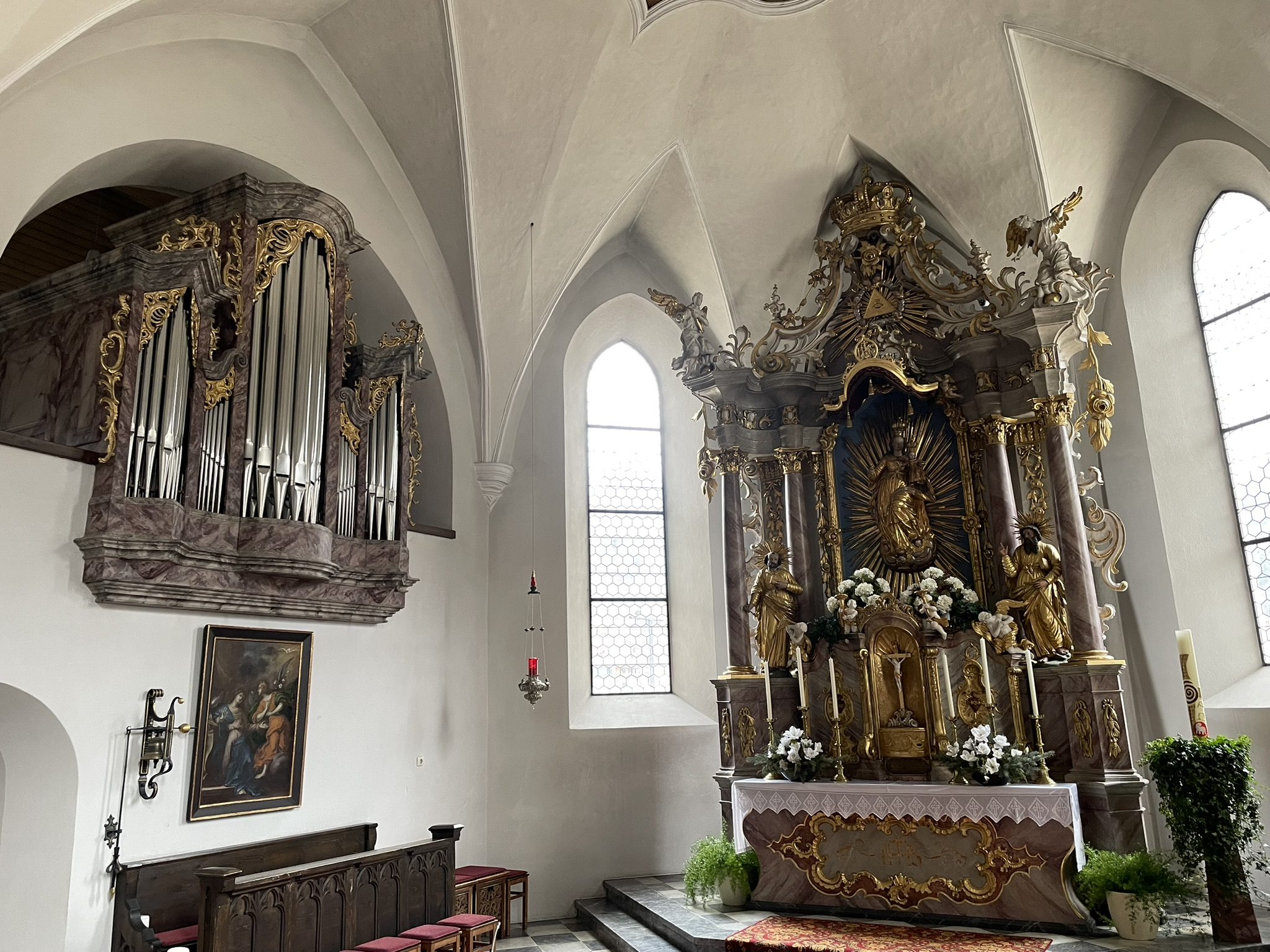
Hochaltar und Orgel

Der Hochaltar im Stil des Spätrokoko aus dem Ende des 18. Jahrhunderts trägt die frühbarocken Statuen Petrus, Paulus und Madonna des Bildhauers Adam Payr um 1660/70. Die Seitenaltäre zeigen Bilder des Malers Franz Laukas um 1720/25, am linken Seitenaltar das Altarbild des heiligen Michael und im Oberbild die heilige Familie, am rechten Seitenaltar das Altarbild des heiligen Franz Xaver und im Oberbild des heiligen Ignatius. Die barocken Statuen der hll. Elisabeth und Anna, Aloysius und Stanislaus an den Seitenaltären schuf die Werkstatt des Andreas Kölle. Das Kruzifix im Chor schuf Adam Payr in der zweiten Hälfte des 17. Jahrhunderts. Die Kanzel um 1730 trägt ein Kruzifix von Andreas Kölle. Die Schutzengelgruppe schuf die Werkstatt von Andreas Kölle um 1725. Der Volksaltar ist mit einem barocken Antependiumsrelief ausgestattet.
Die Kirchenkrippe stammt aus der Zeit um 1840. Sie wurde von Mitgliedern der bekannten Künstlerfamilie Giner aus Thaur geschaffen. Nach einer Restaurierung zwischen 1992 und 1995 wird sie während der Weihnachtszeit in der Antoniuskapelle, einer Seitenkapelle der Pfarrkirche, aufgestellt.